# Herbert Selpin
Herbert Robert Carl Selpin (* 29. Mai 1902 in Berlin; † 1. August 1942 ebenda) war ein deutscher Filmregisseur und Drehbuchautor.

## Leben
Nach einem abgebrochenen Medizinstudium in Berlin arbeitete Herbert Selpin zunächst in den verschiedensten Berufen (als Kunstantiquar, Buchhändler, Börsenvertreter, Boxer, Berufstänzer), bevor er Mitte der 1920er Jahre als Volontär zur Ufa kam und dort unter anderem an der Produktion von Friedrich Wilhelm Murnaus Faust – eine deutsche Volkssage (1925/26) mitwirkte. Anschließend arbeitete Selpin in wechselnden Positionen – u. a. als Regieassistent – vier Jahre lang für die Berliner Filmproduktionsgesellschaft Fox-Europa. 1927 arbeitete er im Stab von Walther Ruttmann an der Produktion von Berlin – Die Sinfonie der Großstadt mit. Nach einer weiteren kurzen Episode als Schnittmeister bei verschiedenen Produktionsgesellschaften führte Selpin 1931 erstmals selbst Regie („Chauffeur Antoinette“, Excelsior-Film GmbH Berlin).
Dank der ungewöhnlich vielfältigen Einflüsse, die er in den 1920er Jahren erlebt hatte, entwickelte sich Selpin zu einem der künstlerisch interessantesten Regisseure, die nach der Machtübernahme der Nationalsozialisten in Deutschland blieben. Zum 1. April 1933 trat er der NSDAP bei (Mitgliedsnummer 1.577.486). Selpins Markenzeichen war die Produktion von Filmen der unterschiedlichsten Genres. Selpin war ein Eklektiker, der immer Neues ausprobieren wollte, und ein Perfektionist, der jeden Film bis ins Detail durchgestaltete.
In vielen von Herbert Selpins späten Filmen erschien Hans Albers in der Hauptrolle.
Nachdem er in den 1930er Jahren nur vereinzelte und wenig beachtete Propagandafilme gedreht hatte – Schwarzhemden (1933), Die Reiter von Deutsch-Ostafrika (1934) –, führte Herbert Selpin 1940 in dem erfolgreichen antibritischen Propagandafilm Carl Peters Regie. 1941 folgte der Propagandafilm Geheimakte WB 1. Heute ist umstritten, ob Selpin sich auf die Produktion von Propagandafilmen unter politischem Druck eingelassen hat oder weil ihn der Verdienst lockte.
Während der Dreharbeiten zu Titanic im Jahr 1942 äußerte sich Selpin im privaten Kreis beim Abendessen kritisch über die Wehrmacht und den Krieg. Daraufhin denunzierte ihn sein Freund, der Drehbuchautor Walter Zerlett-Olfenius. Dessen Treue zum NS-Staat hatte Selpin offensichtlich unterschätzt. Da er auch vor dem Propagandaminister Joseph Goebbels nicht bereit war, seine Worte zurückzunehmen, wurde er am 31. Juli verhaftet. Einen Tag später wurde er in seiner Zelle im Polizeipräsidium Alexanderplatz erhängt aufgefunden, seine Hosenträger waren um den Hals geschlungen. Die offizielle Todesursache lautet Selbstmord durch Erhängen, doch gibt es Mutmaßungen, Selpin sei von der Gestapo ermordet worden. Der Meinung des Filmwissenschaftlers Hans Schmid zufolge wäre das nicht der erste Mord der Gestapo im Gefängnis gewesen. Selpin war zuvor sein Ausschluss aus der Reichsfilmkammer schriftlich mitgeteilt worden. Goebbels notierte am 1. August in seinem Tagebuch: „Der Filmregisseur Selpin hat sich in der Zelle erhängt. Damit hat er selbst die Konsequenzen gezogen, die sonst wahrscheinlich von seiten des Staates gezogen worden wären.“ Auf seine Anweisung hin wurde der Film Titanic von Werner Klingler fertiggestellt.
Herbert Selpin war von 1933 bis 1937 mit der Schauspielerin Annie Markart verheiratet.

## Filmografie
- 1926: Die Abenteuer eines Zehnmarkscheines (Regie-Assistenz)
- 1930: Cyankali (Schnitt)
- 1930: Ariane (Schnitt)
- 1931: So lang’ noch ein Walzer von Strauß erklingt (Schnitt)
- 1931: Opernredoute (Schnitt)
- 1931: Eine Nacht im Grandhotel (Schnitt)
- 1931: Die Sache August Schulze (Schnitt)
- 1931: Der ungetreue Eckehart (Schnitt)
- 1931: Chauffeur Antoinette (Regie)
- 1933: Der Läufer von Marathon (Schnitt, Regie-Assistenz)
- 1933: Camicia Nera/Schwarzhemden (Dokumentarfilm – Regie der deutschen Version)
- 1933: Mädels von heute (Regie)
- 1933: Kleiner Mann – was nun? (Drehbuch, Regie-Assistenz, Schnitt)
- 1933: Der Traum vom Rhein (Regie)
- 1934: Zwischen zwei Herzen (Regie)
- 1934: Die Reiter von Deutsch-Ostafrika (Regie)
- 1934: Der Springer von Pontresina (Regie)
- 1935: Der grüne Domino
- 1935: Ein idealer Gatte (Regie)
- 1936: Spiel an Bord (Regie, Drehbuch)
- 1936: Die Frau des Anderen (Regie)
- 1936: Skandal um die Fledermaus (Regie, Drehbuch)
- 1937: Alarm in Peking (Regie, Drehbuch)
- 1938: Heiratsschwindler (Regie)
- 1938: Sergeant Berry (Regie)
- 1938: Ich liebe Dich (Regie, Drehbuch)
- 1938/39: Wasser für Canitoga (Regie)
- 1940: Ein Mann auf Abwegen (Regie)
- 1940: Trenck, der Pandur (Regie)
- 1940: Carl Peters (Regie, Drehbuch)
- 1941: Geheimakte W.B. 1 (Regie, Drehbuch)
- 1942: Titanic (Regie, Drehbuch)